# أليسيا غاسبار دي ألبا
أليسيا غاسبار دي ألبا (بالإنجليزية: Alicia Gaspar de Alba)‏ (1958)؛ كاتِبة وشاعرة أمريكية. درست في جامعة نيومكسيكو.